# كاثي أوبراين
كاثي أوبراين (بالإنجليزية: Cathy O'Brien)‏ هي متآمرة وكاتِبة أمريكية، ولدت في 4 ديسمبر 1957 في مسكيغون في الولايات المتحدة.
تقول كاثي أنها كانت ضحية مشروع تحكم وغسيل الدماغ يسمى مشروع الفراشة الملكية، وهو مشروع بإدارة الحكومة، تضيف كاثي أن المشروع هو جزء أو إمتداد لمشروع إم كي ألترا الذي تديره وكالة المخابرات المركزية.

## نظرية مؤامرة
تقول أوبراين في كتابها (اسم الكتاب بالإنجليزية: Trance Formation of America)، أنها كانت في بادئ الأمر ضحية إعتداء جنسي من قبل والدها، ومن بعدها على يد مجموعة واسعة من المتورطين في بورنوغرافيا الأطفال. تقول أوبراين أنه بعدها أجبرت على يد
وكالة المخابرات المركزية على الإشتراك في مشروع الفراشة الملكية، وهو مشروع حسب أقوالها تابع لمشروع إم كي ألترا ومشروع الخرشوف. تمكنت كاثي حسب أقوالها من إسترجاع ذكريات إعتداءات جنسية، تحت التنويم مغناطيسي، وهي إعتداءات تعرضت لها هي وإبنتها على يد مجموعة منتشرة عالميا تشمل متحرشين جنسيا بالأطفال، عرابي مخدرات، ومتبعي الشيطانية، وتفيد كاثي أن المتورطين في هذا المشروع يستخدمون نوع من «برمجة التحكم بالعقل بواسطة تحفيز صدمات نفسية» لجعلها مستعبدة جنسيا.
تتهم أوبراين مجموعة واسعة منتشرة من الشخصيات البارزة - سواء أميركان، كنديون، مكسيكيون أو سعوديين وغيرهم، وحتى نجوم
موسيقى الكانتري- بكونهم متورطون بمشروع الفراشة الملكية، لإدارة مجموعات من المستعبدون جنسيا ولإرتكاب إعتداءات على الأطفال. مثال، تقول كاثي أن جورج بوش الأب وميغيل دي لا مدريد هم من الشخصيات المتورطة.:167, 211
تقول أوبراين أن مشروع الفراشة الملكية سبب لها
اضطراب الهوية التفارقي، ولكن خلال معاناتها من ذلك وعند ظهور حالة متغيرة من شخصيتها، تبين لها ذاكرة صورية. كتاب أوبراين، (اسم الكتاب بالإنجليزية: Trance Formation of America)، يعتبر المؤسس والمنبع لأحد «أهم» مؤامرات غسيل الدماغ والتحكم به وأكثرها «تطرفا»، وأقوالها بأنه يوجد رابط بين أنواع من اعتداء الشعائر الشيطانية ومشروع إم كي ألترا، ساهمت في التأثير على نظريات المؤامرة.